# Хэмпсон, Томми
Томми Хэмпсон — британский бегун на средние дистанции, который специализировался в беге на 800 метров. На олимпийских играх 1932 года стал чемпионом с мировым рекордом — 1.49,70. Трёхкратный чемпион Великобритании в беге на 880 ярдов.
Заниматься лёгкой атлетикой начал в 1929 году. Окончил Оксфордский университет в 1930 году. Победитель Игр Содружества 1930 года на дистанции 880 ярдов.
Личный рекорд в беге на 1 милю — 4.17,0.